# Auwach (Adelsgeschlecht)

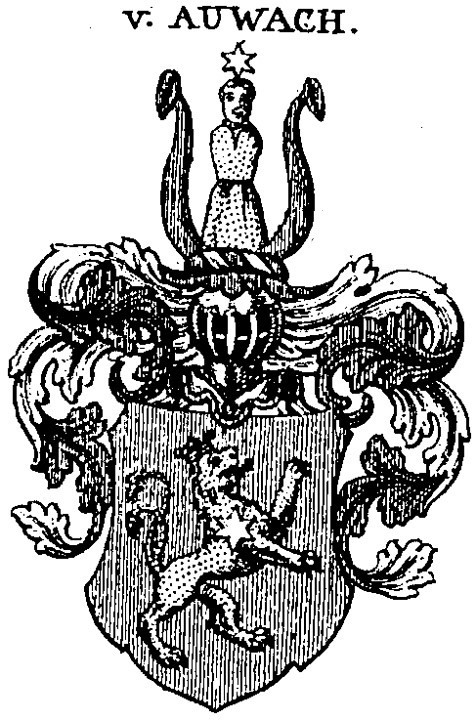
Stammwappen derer von Auwach

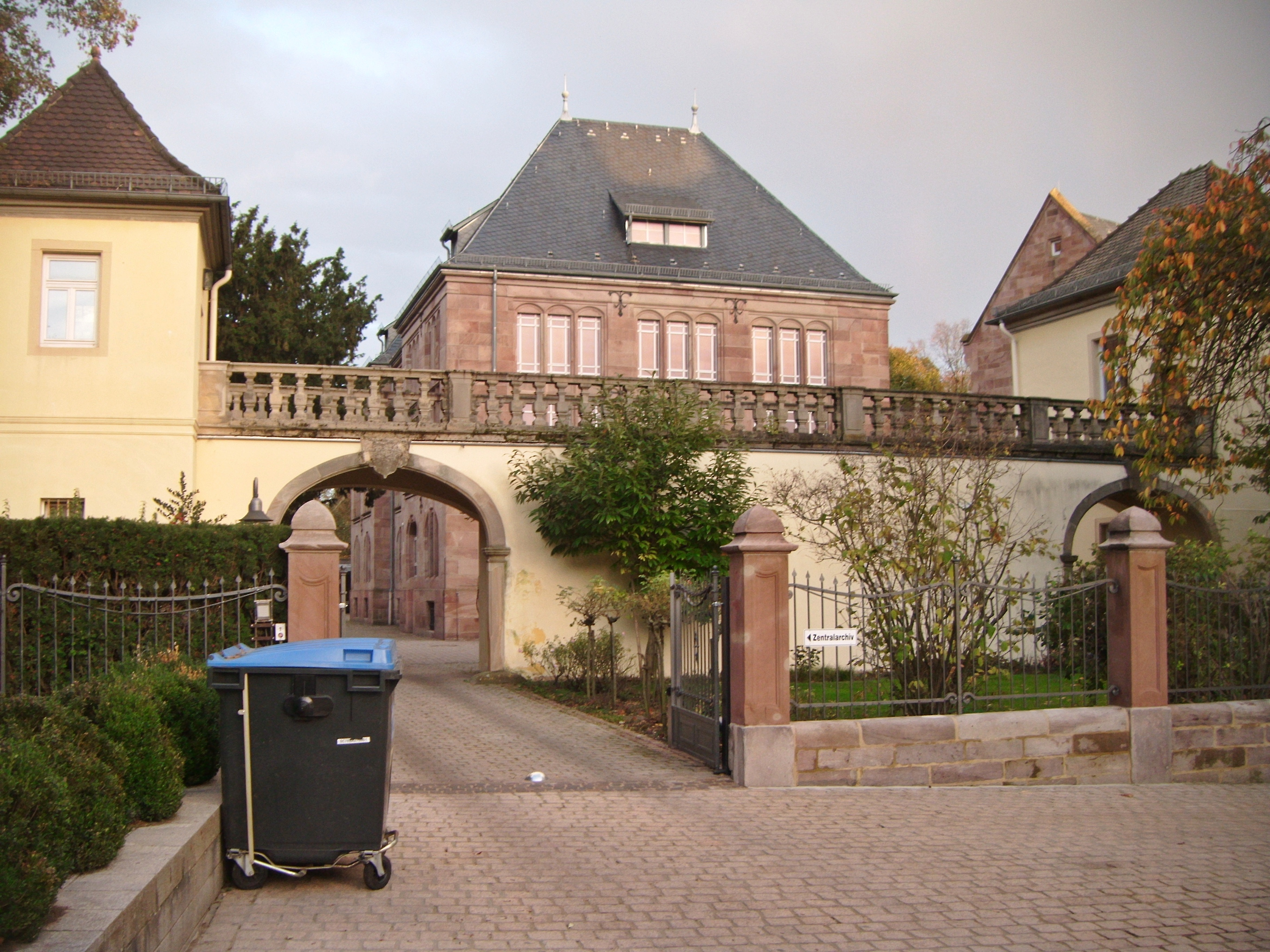
Das Torhaus des Palais Auwach in Speyer, sogenannte Auwach-Balustrade

Die Herren von Auwach waren ein Adelsgeschlecht aus dem Trierer Raum, das später in den Freiherrenstand erhoben wurde.   

## Familiengeschichte
Die Familie hat ihre Anfänge im 16. Jahrhundert. 
1599 wird im libro officiali des Trierer Kurfürsten Lothar von Metternich ein Johann von Auwach (mit Adelsprädikat) erwähnt, der 1569 vom Erzstift Trier mit einem Hof zu Wallersheim (Waldersheim) belehnt wurde.     
Gerlach Auwach, Schultheiß aus Wittlich, erbte von seinem kinderlosen Onkel Friedrich von Hoverdingen (genannt Sauerzapf), dem Bruder seiner Mutter, einen Hof zu Schweisthal (heute Wetteldorf) und ein Schönecker Burgmannenlehen in Büdesheim. 1579 erhielt er dafür eine förmliche Belehnung durch den Abt von Prüm. Gerlachs Bruder  Johann Friedrich Auwach amtierte von 1593 bis zu seinem Tod 1621, als Abt des Augustiner-Chorherrenstiftes Springiersbach. Wegen seines unbeugsamen Festhaltens am katholischen Glauben hatten ihn die protestantischen Sponheimer Landesherren entführt und eingesperrt, bis er eine Unterwerfungsurkunde unterschrieb, die er jedoch nach seiner Freilassung sofort widerrief. Für seine Glaubensfestigkeit gewährte ihm der Papst 1606 das Privileg, als erster Springiersbacher Abt eine Mitra tragen zu dürfen. Außerdem stiftete er 1610 einen kunstvollen Renaissance-Altar in der Wallfahrtskirche St. Bartholomäus Olkenbach-Heinzerath. Beide Brüder treten in den zeitgenössischen Quellen stets ohne Adelsbezeichnung auf, bzw. unter dem Namen Auwach von Wittlich. 
Gerlachs Sohn Johann Philipp von Auwach, kurtrierer Amtmann zu Manderscheid und  Burgmann von Schönecken heiratete 1635 in Wittlich Aemilie Rosine von Koppenstein, aus einem alten Adelsgeschlecht. Im Kirchenbucheintrag der Ehe erscheint nun auch der Bräutigam mit dem Adelsprädikat „von Auwach“, dessen er und seine Nachkommen sich weiterhin bedienen. Es ist unklar ob und wann in dieser Epoche eine förmliche Adelserhebung stattfand. Sie starb 1692 und wurde in der Krypta der Abteikirche St. Michael in Siegburg beigesetzt, wo ihr Epitaph mit einem Allianzwappen Auwach/Koppenstein erhalten ist.
Johann Philipp von Auwach und seine Gattin Aemilie Rosine von Koppenstein hatten mehrere Kinder. Die namhaftesten sind Hermann Lothar von Auwach (1652–1722), Domherr in Worms und Domdekan in Speyer, Johann Wolfgang von Auwach († 1733), ab 1717 österreichischer Kommandant von Konstanz, seit 1730 kaiserlicher Feldmarschallleutnant, Johann Philipp von Auwach, Feldmarschall-Leutnant in der kurpfälzischen Armee und Maria Katharina († Speyer, 1712), die den Dirmsteiner Adeligen Johann Friedrich Franz von Sturmfeder (1650–1691) ehelichte und mit ihm den regional bedeutsamen Sohn Marsilius Franz Sturmfeder von Oppenweiler (1674–1744) hatte.
Hermann Lothar von Auwach studierte am Collegium Germanicum in Rom und erhielt 1671, auf päpstliche Provision, eine Domherrenpräbende in Worms. Das Wormser Domkapitel schrieb mindestens vier adelige Vorfahren der beiden Eltern als Bedingung zur Aufnahme vor, welche der Kandidat auch glaubwürdig vorbrachte. Als schon bald danach das Amt des Wormser Dompropstes, ebenfalls auf päpstliche Provision hin, durch den Bruder Johann Wolfgang von Auwach besetzt werden sollte, kamen Zweifel auf, ob der Kandidat tatsächlich die geforderten vier adeligen Vorfahren aufweisen könne. Man verweigerte ihm deshalb die Stelle. Es entwickelte sich ein langwieriger Streit zwischen dem Wormser Domkapitel und den Brüdern von Auwach, um die adelsmäßige Würdigkeit der beiden, in den neben der Kölner Nuntiatur auch der Kaiser und der Papst eingeschaltet wurden.
1685 stellte man abschließend fest, dass der Großvater Gerlach Auwach aus Wittlich, offenbar noch nicht das Adelsprädikat besessen habe und demnach die Adelsreihe der beiden Domherrenaspiranten nicht für das Wormser Kapitel ausreiche. Die Entscheidung führte hauptsächlich ein Attest der Niederrheinischen Ritterschaft herbei, in dem es heißt, es fänden sich in den Unterlagen keine eindeutigen Belege für die adelige Herkunft der Familie Auwach. Deshalb nahm man Johann Wolfgang von Auwach nicht als Domkapitular an und er schlug die Offizierslaufbahn ein; Hermann Lothar von Auwach durfte unabhängig vom Ergebnis der Untersuchung seine schon länger innegehabte Domherrenstelle behalten, da diese inzwischen einen Bestandsschutz genoss.
Kurz nach Erledigung des Streites wurde die Familie von Auwach in den Freiherrenstand des Reiches erhoben.
An Hermann Lothar von Auwach, Domdekan und fürstbischöflicher Regierungspräsident in Speyer, erinnern ein kunstvoller Wappenepitaph an der Südseite des Speyerer Domes und das Torhaus seines ansonsten nicht mehr existenten Speyerer Stadtpalais, die sogenannte Auwach-Balustrade. 
Mit seinem Neffen Wilhelm Joseph Lothar von Auwach, der am 22. September 1747 als Kurmainzer Kammerherr starb, erlosch das Geschlecht im Mannesstamm. Er hatte die Schwester seiner Mutter, Maria Eva Franziska Waldbott von Bassenheim-Olbrück verwitwete Knebel von Katzenelnbogen zur Universalerbin seines Familienbesitzes eingesetzt. Über sie kamen die Güter an das Adelshaus von Kesselstatt.

## Wappen
Blasonierung: Im roten Feld ein schreitender, gekrönter, goldener Löwe mit aufgelegtem silbernen Stern. Auf dem bewulsteten Helm, zwischen zwei roten Büffelhörnern,  eine menschliche, golden bekleidete Figur ohne Arme mit einem silbernen Stern über dem Haupt. Die Helmdecken sind rot-golden.
Weitere Wappendarstellungen:

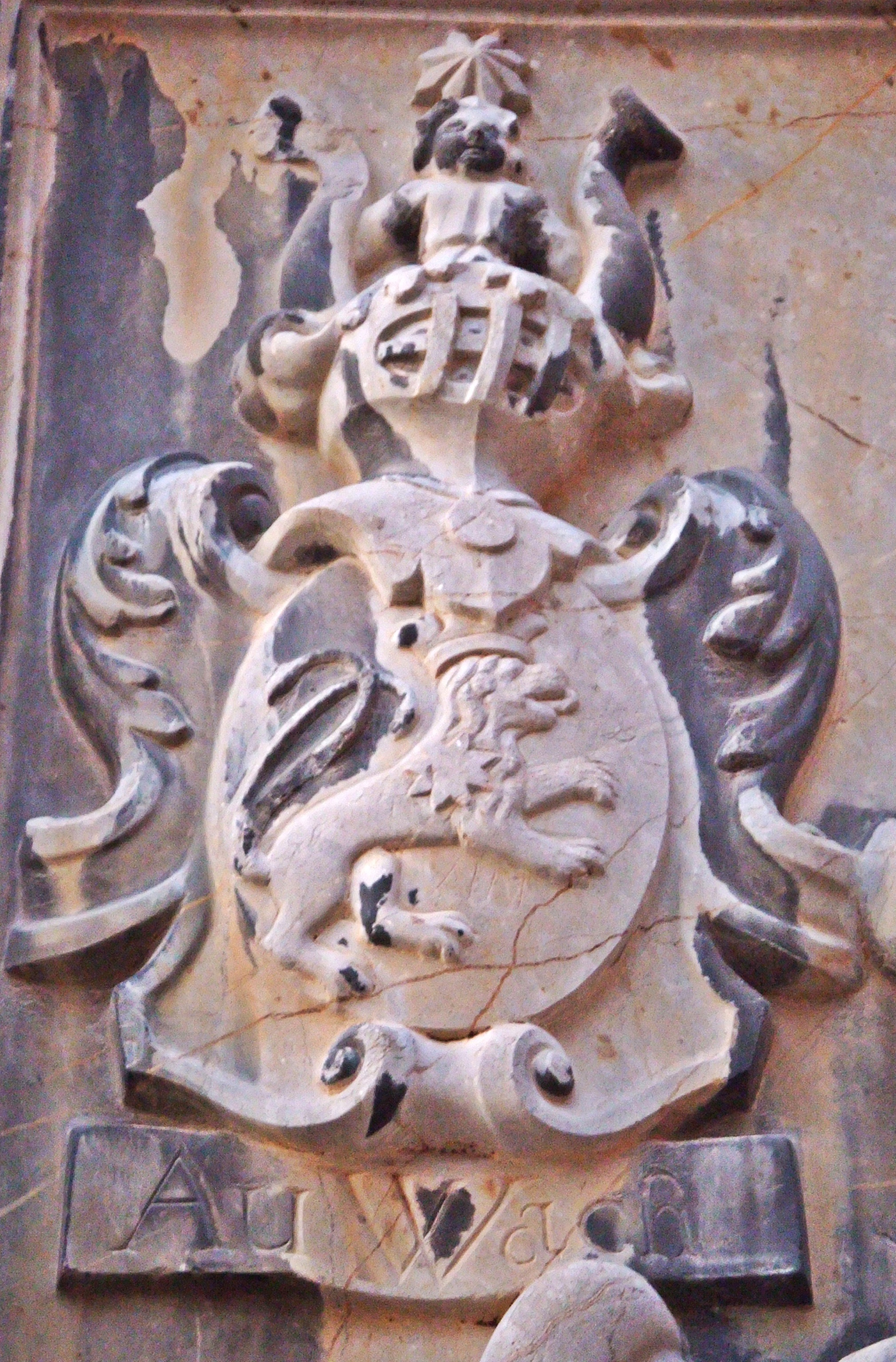
Wappen der Adelsfamilie von Auwach, mit Helmzier
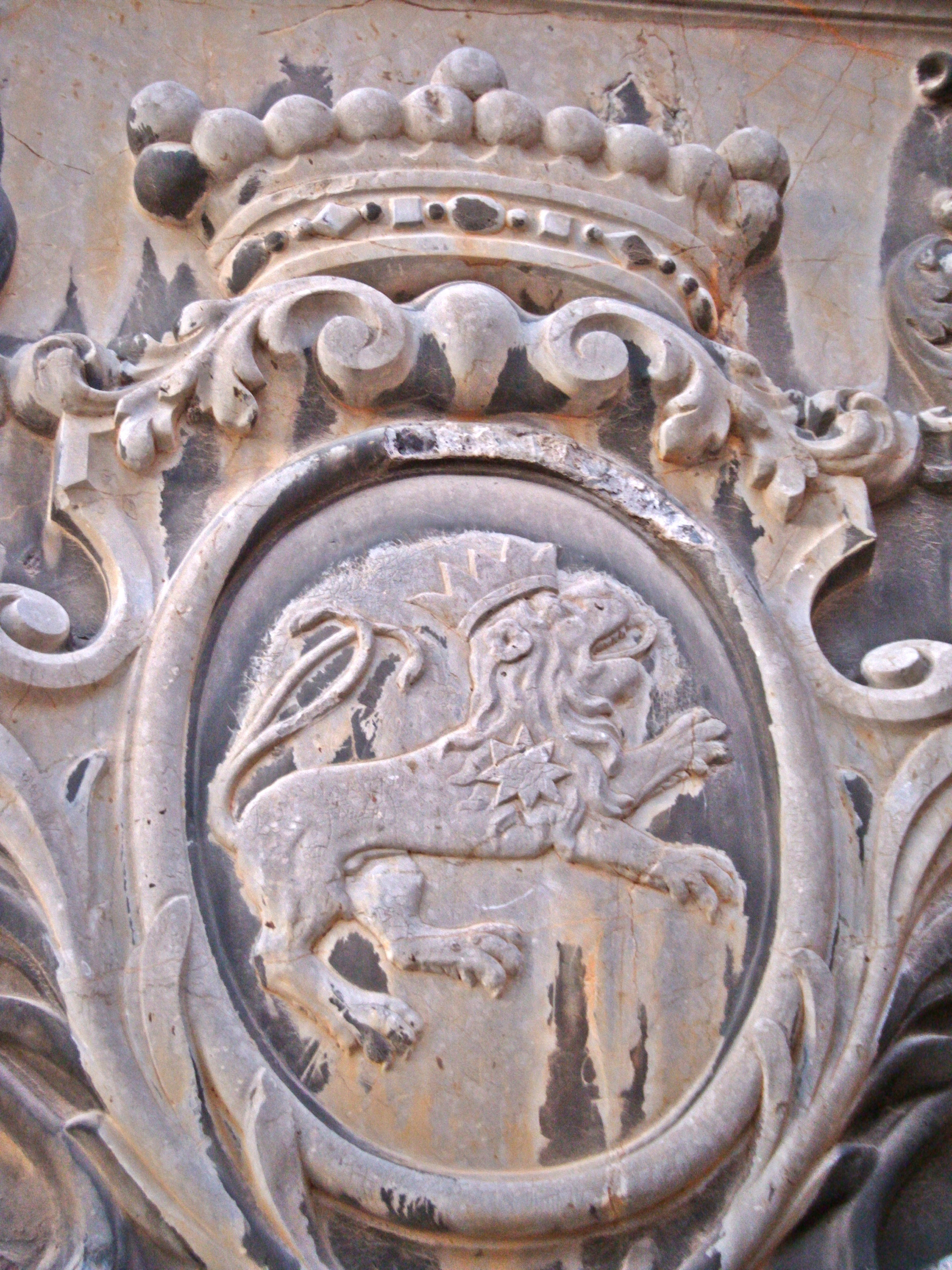
Freiherrliches Familienwappen vom Epitaph des Domherrn Johann Philipp von Auwach
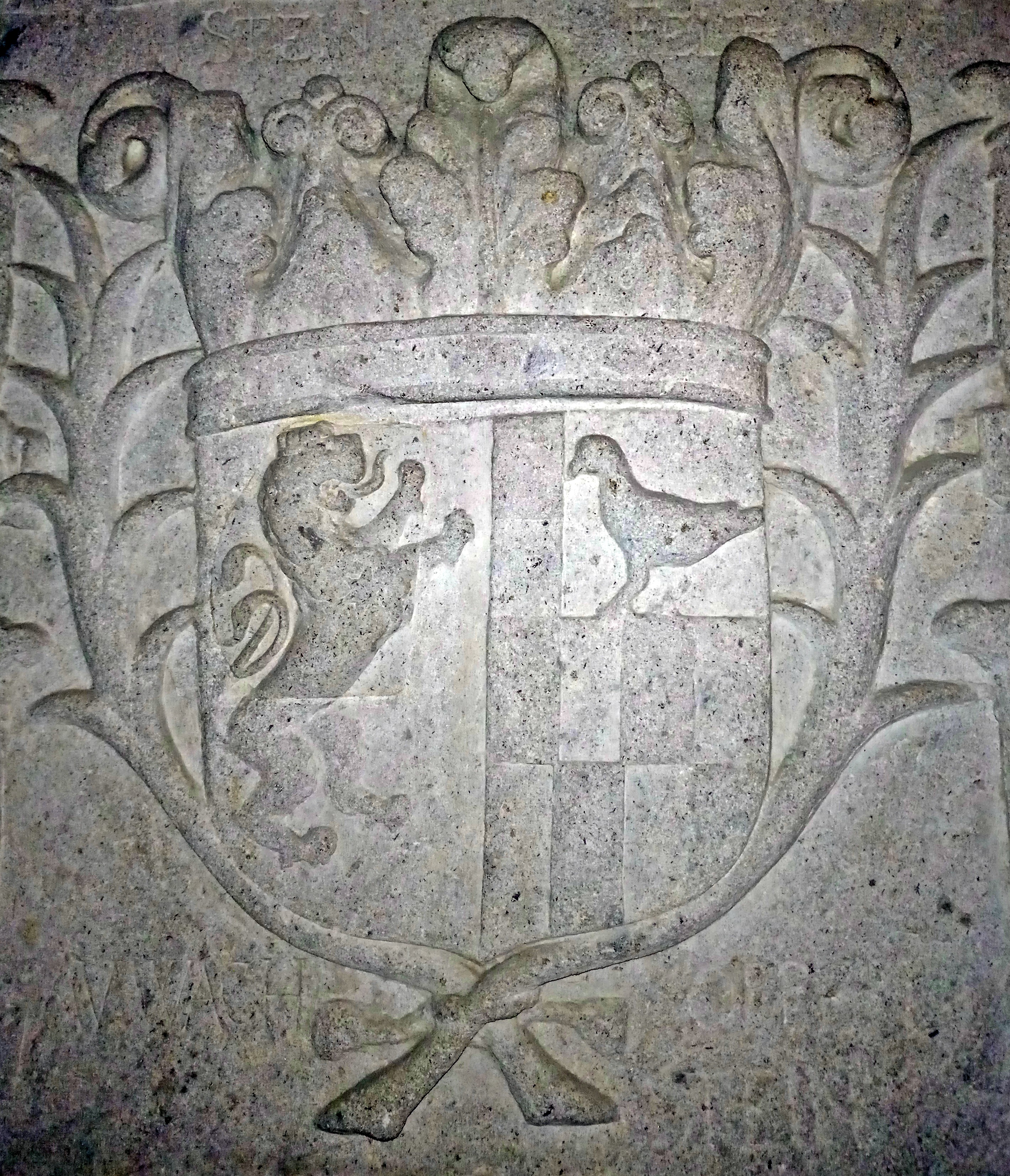
Auwach/Koppenstein Allianzwappen, vom Grabstein der Emilie Rosine von Auwach geb. von Koppenstein (1692), Abteikirche St. Michael, Siegburg, Krypta